# Opération Behemoth

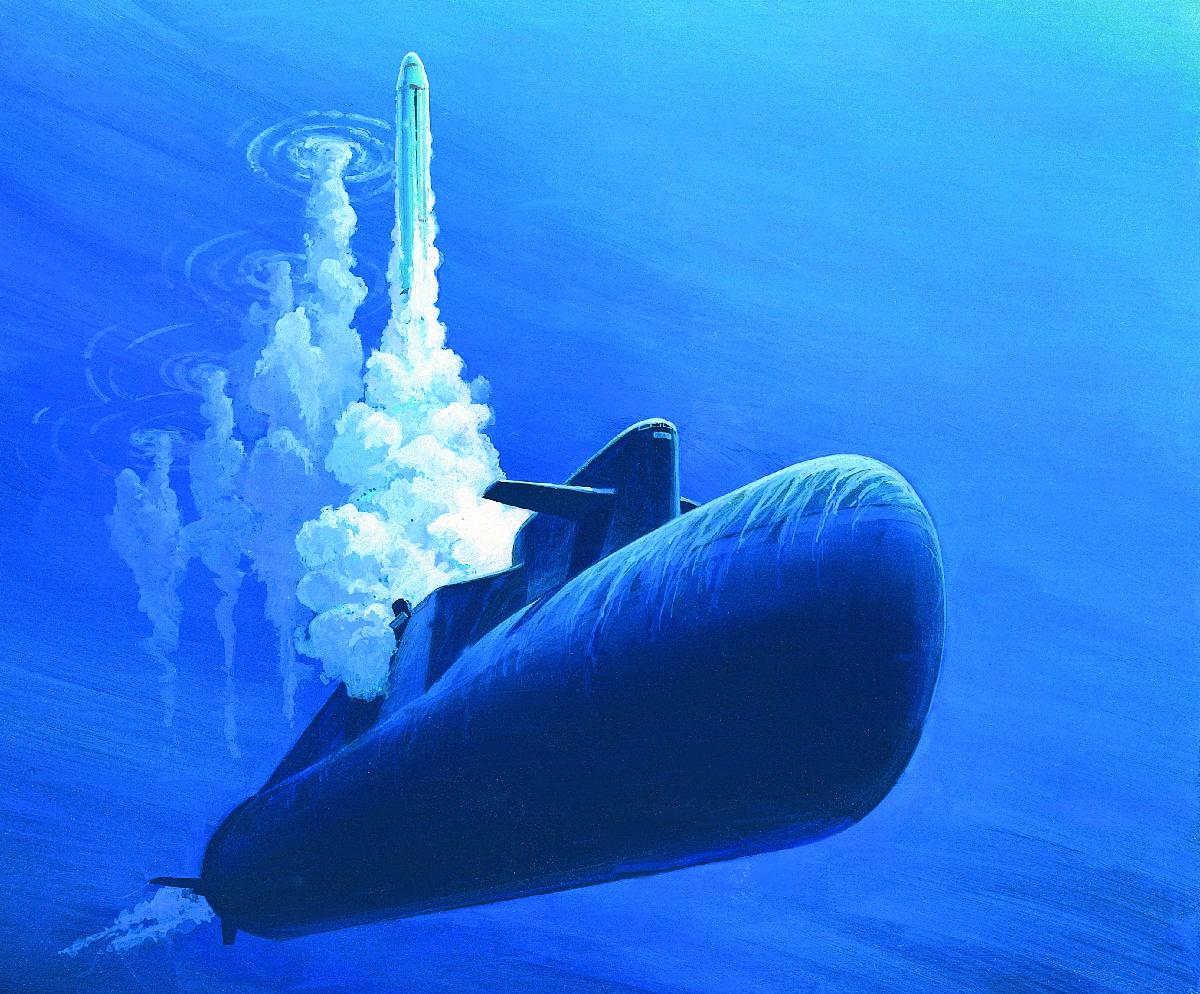
Vue d'artiste de 1987 de tirs de missiles en plongée par un -III.

Les opérations Behemoth-1 (1989) et Behemoth-2 (1991) (en russe : Бегемот - Begemot, Hippopotame) sont des exercices navals menés par la Flotte du Nord de la Marine soviétique à la fin des années 1980 et au début des années 1990. C'est au cours de Behemoth-2 qu'un sous-marin nucléaire lanceur d'engins  tire tous ses missiles en une seule salve.

## Behemoth-1
Le 6 août 1989, le K-84 Iekaterinbourg, un sous-marin de classe Delta-IV, tente de tirer ses 16 missiles R-29RM. L'opération échoue en raison d'une fuite dans le carburant et oxydant du missile no 6 juste avant son lancement. Cette fuite cause un incendie et une hausse de pression à l'intérieur du silo qui détruisent le missile.

## Behemoth-2

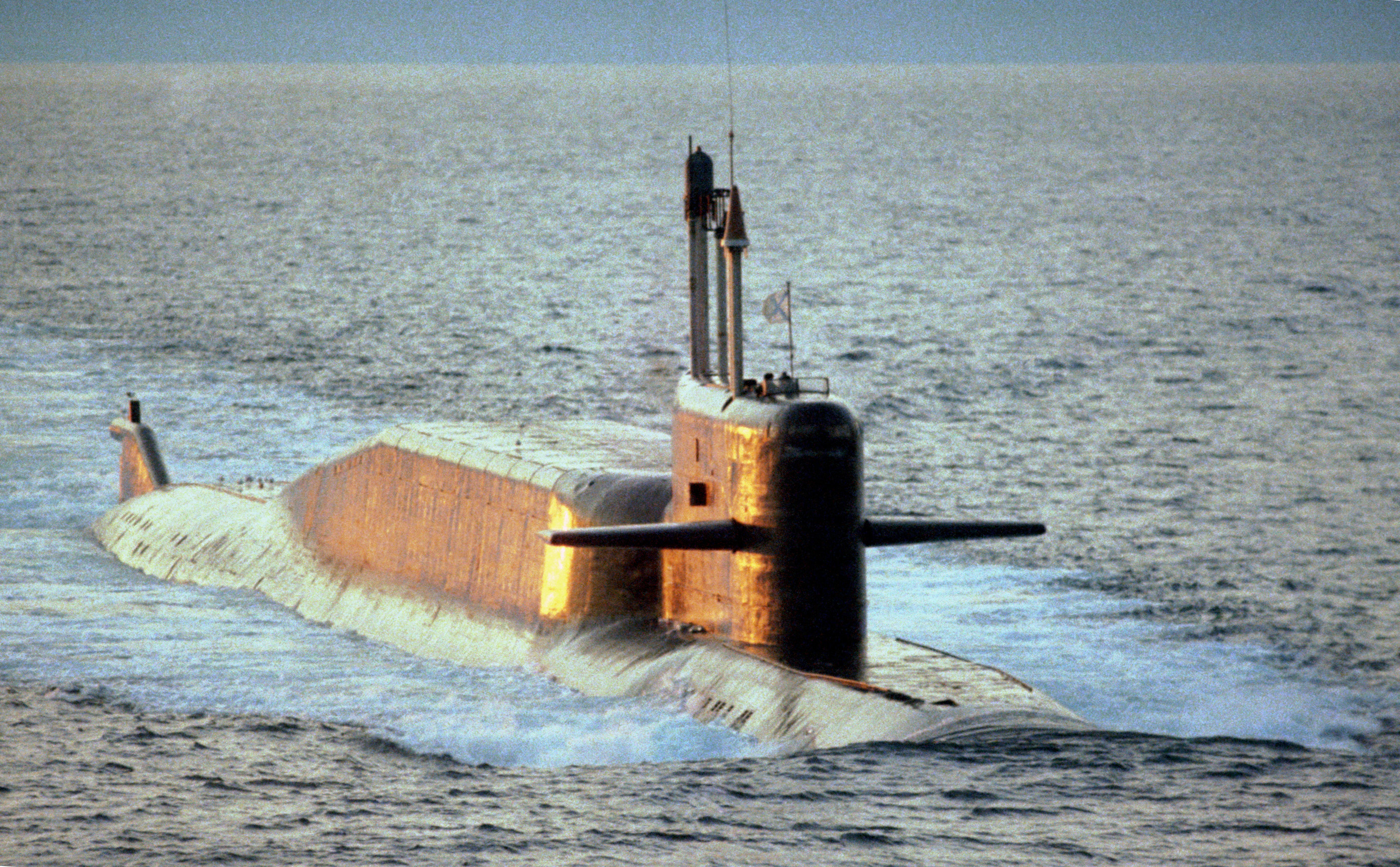
Un -IV en surface en 1994.

La seconde tentative a lieu deux ans plus tard et elle est, cette fois, une réussite. Le 6 août 1991, le sous-marin de classe Delta-IV K-407 Novomoskovsk, sous le commandement du capitaine de 2e rang Sergueï Iegorov, tire en plongée une salve de 16 missiles R-29RM, soit la totalité des missiles embarqués. La salve est tirée en 224 secondes (soit 3 minutes et 44 secondes) avec un intervalle de 14 secondes entre chaque tir. Durant ces 3 minutes et 44 secondes, le sous-marin expulse au total un poids de 650 tonnes. Le 1er et le 16e missiles atteignent leurs cibles au polygone de Koura sur la péninsule du Kamtchatka, alors que les autres sont auto-détruits volontairement en vol.

« Le 6 août 1991 à 21 heures 07 minutes une salve complète de missile RSM-54 a été tirée depuis le sous-marin du projet 667BDRM. Dans une optique de réduction des dépenses l'opération a été conduite au cours d'un entraînement au combat déjà programmé et seuls deux missiles équipés de vraies charges ont été utilisés. Ces missiles, tirés au début et à la fin de la salve, ont suivi leur programme de vol et ont atteint leurs cibles. Les fusées restantes, qui participent à la volée, devaient — dans tous leurs paramètres de lancement — correspondre complètement à de vrais missiles, mais les hauteurs de leurs vols pouvaient être arbitraire. Pour conduire le tir, le sous-marin Novomoskovsk (commandant du bâtiment S.V. Ieegorov) a été armé de 16 missiles RSM-54, préparés par l'usine de construction de machine de Krasnoïarsk. Le lancement a été un succès, et jusqu'à présent personne dans le monde n'a procédé au tir complet des missiles d'une unité. »

Le K-407 Novomoskovsk bat ainsi le record du K-140, un sous-marin de classe Yankee-II qui avait tiré 8 missiles le 20 décembre 1968.
Behemoth-2 est envisagée comme un entraînement possible dans l'hypothèse d'une guerre nucléaire contre les États-Unis, elle est destinée à confirmer la possibilité de tirer, en plongée, une attaque rapide et dévastatrice.